# Howard Brookes
Howard Brookes, född i New Brighton, nära Liverpool 15 maj 1947, är en brittisk målare bosatt i Sverige sedan 1970.
Brookes utbildade sig vid Wallasey Grammar School, Wallasey College of Art och Gloucestershire College of Art i Cheltenham. Han tog examen med en DipAd (Hons) i konst 1970.
1969 fick han ett resestipendium och besökte Sverige och Marstrandsön, där han träffade och studerade med den engelska konstnären Cliff Holden innan han 1976 inrättade en ateljé och ett galleri där.
Howard Brookes är en modern romantiker och en outsiderfigur på den samtida konstscenen. Han arbetar uteslutande i oljor med en knivskarp realism. Det finns ett absurd humoristiskt inslag i hans målningar, och man kan ana influenser från Prerafaeliterna, Böcklin, Giorgio de Chirico och Magritte. Beatles har även varit en avgörande influens. Han anses vara en av de stora nutida internationellt verksamma konstnärerna i Sverige.
Brookes komponerar även pianomusik. 1996-1999 var han involverad i ett projekt med studenter vid musikhögskolan vid Göteborgs universitet.
Brookes bor i Göteborg där han har sin ateljé på Nya Varvet i Långedrag. Han hade sin första utställning på Galleri 1 i Göteborg 1975.
1984 Deltog han i utställningen Angel Fine Arts i Beverly Hills, Kalifornien.
1984 Designade Howard Brookes tillsammans med arkitekten Bosse Sandgren Marstrandsfärjan Lasse-Maja.
1993 Separatutställning på Rathaus i Hiddenhausen, Tyskland.
1996 Fick Brookes inbjudan att resa till Oman av hans excellens Muhamed Zubair där han målade en svit med landskapsmotiv. 
1999 Gästlärare med utställning på KONST i Luleå, Sverige.
2001 Flyttade Brookes från Marstrand till Göteborg och öppnade Galleri Howard Brookes på Tredje Långgatan i Göteborg.
2010 Retrospektiv utställning på Galleri Art Now i Göteborg.
2011 Deltog i Baltic Biennale i St.Petersburg; Ryssland
2013 Separatutställning på Molbert Gallery i St Petersburg, Ryssland.
Brookes målningar finns i privata samlingar i USA (hos bland annat den legendariska Johnny Carson), i Schweiz, Oman, Ryssland, Sverige, Tyskland, England.